# Уайт Мейсон

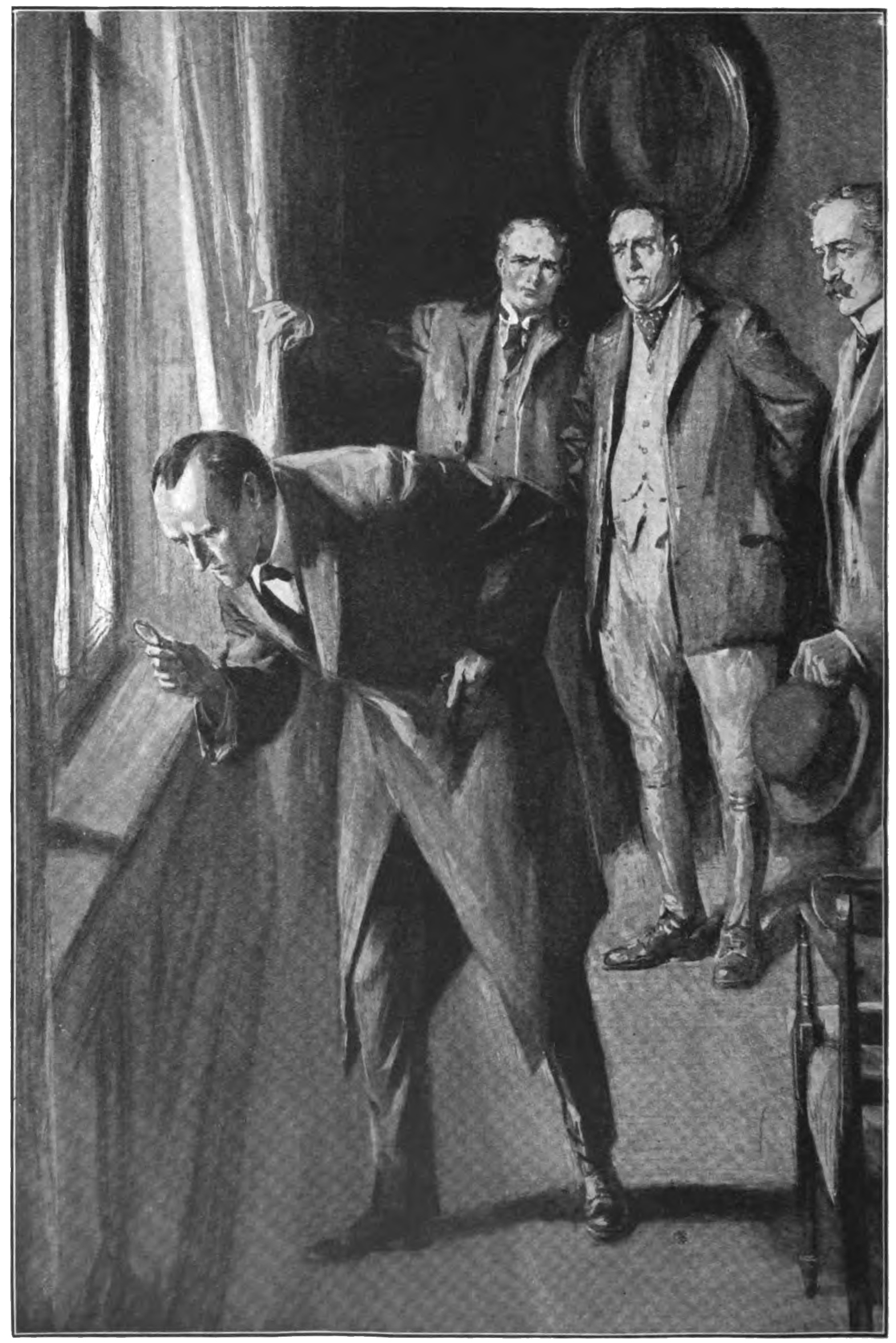
Шерлок Холмс осматривает подоконник в поместье Бёрлстоун Мэнор. Алек Макдональд, Уайт Мейсон и доктор Ватсон наблюдают за его действиями. Иллюстрация Фрэнка Уайлса для Strand Magazine, октябрь 1914.

Уайт Мейсон, также Уайт-Мейсон, Уайт Мэзон (англ. White Mason) — начальник сыскной полиции Суссекса в повести Артура Конана Дойля «Долина страха» (1915), который совместно с инспектором Скотленд-Ярда Алеком Макдональдом, а также Шерлоком Холмсом и доктором Ватсоном расследует убийство землевладельца в Бёрлстоун Мэнор.    

## Роль в сюжете и характеристика
Шерлок Холмс при участии Мейсона расследует жестокое убийство богатого землевладельца мистера Джона Дугласа в поместье Бёрлстоун Мэнор. Об убийстве великий детектив узнаёт от полицейского инспектора Скотленд-Ярда Алека Макдональда, ранее уже работавшего с ним и знающего его методы. Макдональд и Мейсон хорошие друзья и помогают друг другу. В Бёрлстоуне к Макдональду, Холмсу и доктору Ватсону присоединяется Мейсон. Ватсон описал его при встрече на вокзале следующим образом (Глава 4. Тьма): «Уайт Мэзон был спокойным, довольным человечком. В свободном твидовом костюме, чисто выбритый, с румяным лицом, плотно сбитый, на украшенных гетрами крепких кривых ногах — он  выглядел скорее как фермер или лесник в отставке, но совсем не как уважаемый провинциальный полицейский офицер».   
В четвёртой главе Уайт Мейсон, приглашая Холмса и Ватсона осмотреть место происшествия в замке, говорит, что рано или поздно все причастные к расследованию попадут в книгу Ватсона. Комментаторы делают из этих слов вывод о том, что так как полицейский знает, что доктор выступает также как биограф Холмса, то действие романа должно происходить не ранее января 1888 года, так как «Этюд в багровых тонах» (первое произведение в Каноне) было издано в «Рождественском ежегоднике Битона» в декабре 1887 года. На месте преступления герои приходят к выводу, что самоубийство исключено. Мейсон поддерживает эту точку зрения. Самоубийство или его попытка упоминается во многих произведениях шерлокианы. Ник Хоулетт привёл мнение Мейсона в числе других героев шерлокианы, которые сумели распознать, что в конкретном случае отсутствуют признаки суицида: инспектор Лестрейд в «Этюде в багровых тонах»; Холмс в «Берилловой диадеме», в «Постоянном пациенте», в «Пенсне в золотой оправе» и в «Дьяволовой ноге». Выводы Мейсона на месте происшествия произвели впечатление на Ватсона, который дал следующую оценку профессиональным качествам нового знакомого: «Он потряс меня, этот провинциальный специалист. У него была основательная хватка на факты и холодный, ясный, здравый ум, необходимый в его работе. Холмс внимательно его слушал, без малейшего признака той раздражительности, которую слишком часто вызывали в нём официальные лица». В целом по характеру Мейсон походил на других представителей закона в шерлокиане Конан Дойля. Он не знаком с манерой ведения расследований Холмсом, не доверяет ему и считает, что тот издевается над полицией, водит её за нос. Холмс и Макдональд по стилю работы близки друг к другу. Оба они вдумчивы и методичны, не склонны делать скоропалительные выводы. В отличие от Макдональда, Мейсон выдвигает различные теории, но Холмс находит их неубедительными. Холмс до последнего скрывает от Макдональда и Мейсона результаты своих умозаключений о ходе расследования, в котором он значительно их опережает, чем вызывает их неудовольствие и нетерпение.  
Во второй части повести идёт речь о деятельности преступной организации, связанной с масонством. Члены этого общества неоднократно появляются на страницах книг Дойла. В литературе отмечалось, что на отношении автора к их деятельности намекает имя такого положительного полицейского как Уайт Мейсон, которое можно перевести как «Белый Масон». Кроме того, в рассказе «Вампир в Суссексе» преданную кормилицу ребёнка зовут «миссис Мейсон» (Mrs. Mason). 

## В культуре
В польском двухсерийном телефильме «Долина Страха» (Dolina Strachu; 1958) роль Уайта Мейсона сыграл Мечислав Сервинский. В дебютных трёх частях «Долина Страха» (La Valle della Paura; 25 октября, 1 и 8 ноября 1968 года) итальянского шестисерийного мини-сериала (вторая половина посвящена экранизации повести «Собака Баскервилей») «Шерлок Холмс» роль инспектора сыграл Энрико Остерманн (Enrico Ostermann).